# KCA DEUTAG
KCA Deutag ist ein internationales Service-Unternehmen für verschiedene Leistungen im Zusammenhang mit der Exploration und Produktion von Erdöl, Erdgas und Geothermie mit Sitz in Aberdeen.

## Geschichte
KCA wurde im Jahre 1957 als Keir & Cawder Arrow Drilling Company gegründet, firmierte 1965 in Keir & Cawder Amscot Drilling Company um und nahm dann zwei Jahre später den Namen KCA Drilling Ltd. an.
Das Unternehmen war stets im Landbohrgeschäft tätig; erste Einsatzgebiete waren die Türkei und Libyen. 1962 bohrte KCA für BP in Whitby ihr erstes Bohrloch in Großbritannien. In den Jahren 1973 bis 1974 teuften KCA-Mitarbeiter die erste Explorationsbohrung im Wytch-Farm-Feld (Dorset) ab.
Aber der Hauptschwerpunkt der Aktivitäten der KCA lag in den letzten Jahren in der britischen Nordsee. Dort hat das Unternehmen eine wichtige Position seit der Vertragsvergabe für das Betreiben der Alpha-Plattform – die erste im Forties-Feld.
Deutag wurde 1888 durch den Bohringenieur Heinrich Lapp gegründet, der dem Unternehmen zunächst seinen Namen gab. Sitz des Unternehmens war Aschersleben – eine Stadt, in der der Kali- und der Braunkohlebergbau von Bedeutung waren.
Der Name Deutsche Tiefbohr-Aktiengesellschaft (Deutag) wurde erstmals 1919 nach der durch den Ersten Weltkrieg hervorgerufenen Wirtschaftskrise erwähnt. 1921 wurde die Firma von der C. Deilmann Bergbau GmbH übernommen. Carl Deilmann, ein Bergbau- und Bohringenieur, war Eigentümer zahlreicher Unternehmen. Die Deutag blieb bis 1990, als der Verkauf an die Preussag erfolgte, im Besitz der Familie Deilmann.
Mitte der 1930er Jahre bohrte Deutag erstmals in der Nähe von Bad Bentheim. Dabei wurde das erste nordeuropäische Gasfeld entdeckt. Nach dem Zweiten Weltkrieg verlegte die Deutag zusammen mit ihrer Muttergesellschaft den Unternehmenssitz nach Bad Bentheim und wurde der größte Arbeitgeber in der Stadt. 1963 trug das Unternehmen zur Rettung von 14 Bergleuten bei, die beim Grubenunglück von Lengede verschüttet worden waren. Im Oktober 2001 wurden KCA DEUTAG von der Abbot Group übernommen. 2008 wurde die Abbot Group von der First Reserve Corporation übernommen.